# 韓祚
韩祚（？—948年），五代十国后晋、后汉政治人物。
韩祚在天福十二年（947年）四月甲子，以河东支使改任左谏议大夫、充枢密直学士。后为尚书左丞，后汉高祖至邺都攻打杜重威，韩祚留京师，权判三司。他有心计，当时百官委困，国用不继。韩祚以应时之物充当官俸。他说：“昔四豪为小国之相，都能养三千客。何况天子之廷，执事大臣有所请，怎能消耗国用。”。乾祐元年（948年）正月，追赠司徒。

## 注
1. ↑  《旧五代史》卷九十九
2. ↑  《册府元龟》卷四百八十三·邦计部·总序选任
3. ↑  《旧五代史》卷一百